# مدرسة ابن قاضي دقوقا (بغداد)
مدرسة ابن قاضي دقوقا مدرسة تاريخية في بغداد يعود تأسيسها إلى عهد المغول. بناها بهاء الدين عبد الوهاب، المعروف بابن قاضي دقوقا التغلبي، المتوفى عام 1289. وهي من المدارس الحنفية في المدينة، التي تقع في الجانب الشرقي، وتحديدا في باب الأزج  على شاطئ نهر دجلة. إلا أنها لم تعد موجودة اليوم.